# ۲۰۶۱: ادیسه سه
۲۰۶۱: ادیسه سه نام رُمانی در گونهٔ علمی-تخیلی است که در سال ۱۹۸۷ میلادی به قلم آرتور سی. کلارک نگاشته شد و سومین کتاب از چهارگانهٔ ادیسه فضایی است که با ادیسه چهار ۳۰۰۱ پایان می‌پذیرد.

## دنباله‌ها
- ۲۰۰۱: ادیسه فضایی
- ۲۰۱۰: ادیسه دو
- ۲۰۶۱: ادیسه سه
- ۳۰۰۱: ادیسه نهایی